# Вилаверла (Виченца)
Вилаверла (итал. Villaverla) је насеље у Италији у округу Виченца, региону Венето.
Према процени из 2011. у насељу је живело 4391 становника. Насеље се налази на надморској висини од 71 м.

## Становништво
| 1931. | 1936. | 1951. | 1961. | 1971. | 1981. | 1991. | 2001. | 2011. |
| ----- | ----- | ----- | ----- | ----- | ----- | ----- | ----- | ----- |
| 3.195 | 3.446 | 3.960 | 3.759 | 4.131 | 4.434 | 4.813 | 5.389 | 6.169 |

## Партнерски градови
- Tuglie